# USS Report (AM-289)
USS Report (AM-289) trałowiec typu Admirable budowany dla United States Navy w czasie II wojny światowej.
Stępkę okrętu położono 14 grudnia 1943. Zwodowano go 8 sierpnia 1944. Jego budowa została zakończona na krótko przed końcem II wojny światowej i uznano, że trałowiec jest zbędny. Jednostka nigdy nie weszła oficjalnie do służby. Został skreślony z listy okrętów floty 1 kwietnia 1963.

## Wypożyczony przez US Army
Po skreśleniu przez US Navy okręt został wypożyczony US Army i przeklasyfikowany przez Armię na Motor Torpedo Boat Tender USAS Report (AGP-289). Operował na wodach koreańskich jako okręt macierzysty małej flotylli łodzi służącej pod auspicjami wywiadu amerykańskiego. 

## Powrót do US Navy
Wrócił do Marynarki Wojennej Stanów Zjednoczonych na początku 1967 i został wypożyczony Korei Południowej jako "Kojin" (PCE-50). Służył w tym kraju do 1970 i został skreślony w 1973.